# Alfons Cucó
Alfons Cucó Giner (Valencia, 19 luglio 1941 – Madrid, 26 ottobre 2002) è stato uno storico, politico e scrittore spagnolo.
È stato titolare della Cattedra di Storia Contemporanea presso l'Università di Valencia, co-fondatore nel 1962 del Partit Socialista del País Valencià (costruito nel 1978 nella federazione del Partit Socialista del País Valencià-PSOE) e il senatore della provincia di Valencia tra 1976 e 1996.

## Pubblicazioni
- 1960: Lluernes tan sols (poesia)
- 1965: Aspectes de la política valenciana en el segle XIX
- 1967: El Congreso Sociológico Valenciano de 1883
- 1969: Sobre el radicalismo valenciano
- (CA)  , Valence, Garbí, 1971, I ed., 472 pp.
- 1975: Republicans i camperols revoltats
- (CA)  , Valence, 3i4, juillet 1979, 111 pp. ISBN 84-7502-001-1
- 1989: País i Estat: la qüestió valenciana
- 1995: El valor de la nació
- 1997: Llengua i política, cultura i nació
- 1998: Els confins d'Europa. Nacionalisme, geopolítica i drets humans de la Mediterrània oriental
- 1999: Nacionalismo y poder político: el escenario soviético
- (CA)  , Valence, Tàndem, coll. «Arguments», 2002, I ed., 369 pp. ISBN 84-8131-279-7[1]